# Kasteel Rijnhuizen
Rijnhuizen, ook wel Rhijnhuizen genoemd, is een kasteel en landgoed in de Utrechtse gemeente Nieuwegein.

## Geschiedenis
Waarschijnlijk stond er in de 14e eeuw al een kasteel langs de Vaartsche Rijn. In 1459 werd Johan van Rijn beleend met:
enen huysinge gelegen tot Jutphaes met achte hont lants dair dat voirs huysz op staet aen die oestersyde van de Ryn. In Johansz voirsz gerichte dair maest gelant syn Gysbertsz erfgenamen van muden aen die zyde van der huysinge voirs ende aen die ander zyde henr. witten erfgen.— Gaasbeeks leenboek
Met 'Johansz voirsz. gerichte' werd de ambachtsheerlijkheid van het Overeind van Jutphaas bedoeld, die Johan als leen van Loenersloot bezat.
Johan van Rijn maakte in 1436 deel uit van de ridderschap van Utrecht en werd in 1456 benoemd tot schout van Utrecht. Zijn oudste zoon Adriaan, burgemeester van Utrecht, werd na de dood van zijn vader in 1468 beleend met Rijnhuizen. In 1497 ging het kasteel naar Adriaans zoon Dirk. In 1530 en 1540 werd deze verschreven in de ridderschap van Utrecht.
In 1536 wordt Rijnhuizen genoemd in de lijst van ridderhofsteden, opgesteld door de Staten van Utrecht. Het huis werd in 1528 verwoest, maar later weer opgebouwd.
In 1607 stierf de laatste erfgename van de familie van Rijn, Johanna, weduwe van de Gelderse edelman Wolter van Baexen. Zij liet het landgoed na aan haar nicht Wilhelmina van Riebeeck. In 1609 huwde zij met Tyman van Parijs van Zuidoord, eigenaar van de ridderhofstad Voorn bij De Meern. Om financiële redenen moesten zij Rijnhuizen in 1620 verkopen aan Hendrik van Tuyll van Serooskerken, burgemeester van de Tholen. Diens kleinzoon Reynoud van Tuyll van Serooskerken liet rond 1640 het huidige huis in Hollands classicistische stijl bouwen. In het Rampjaar 1672 werd het kasteel door de Fransen bezet en flink beschadigd.
Bijzonder aan het kasteel is de dubbele toegangsbrug. De bovenbrug was alleen voor bezoekers van de eigenaar en de eigenaar zelf. Via de bovenbrug kwam men meteen in de hal; de onderbrug was voor het personeel en het gewone volk. De onderbrug leidt naar de kelders van het kasteel. Hier bevinden zich de keukens, provisiekamers en de ruimten voor het personeel.

## Stichting FOM
In 1959 kocht de Stichting voor Fundamenteel Onderzoek der Materie (FOM) het landgoed Rijnhuizen in het toenmalige Jutphaas, nu Nieuwegein, en vestigde er haar nieuwe onderzoeksinstituut voor plasmafysica. Het merendeel van de medewerkers werkte in het instituutsgebouw op 100 meter van het kasteel. Het onderzoeksinstituut voor plasmafysica veranderde in 2012 van naam naar DIFFER, het Dutch Institute for Fundamental Energy Research, en verhuisde in 2015 naar een nieuw onderzoeksgebouw op de campus van de Technische Universiteit Eindhoven. Het landgoed Rijnhuizen is nu in particulier bezit.